# ハーブ・ダグラス
ハーブ・ダグラス（Herbert Paul "Herb" Douglas, Jr.、1922年3月9日 - 2023年4月22日）は、アメリカ合衆国の男子元陸上競技選手である。彼は、1948年に開催されたロンドンオリンピックの走幅跳で銅メダルを獲得した。

## 経歴
ピッツバーグ大学出身のダグラスは、AAU主催の走幅跳屋外選手権（1945年）と、インドア選手権（1947年）、IC4A（en:IC4A）主催の屋外選手権（1946年）、インドア競技会での優勝を3回経験していた。彼は、ロンドンオリンピックの走幅跳アメリカ合衆国代表にウィリー・スティール、ロレンゾ・ライトとともに選ばれた。
21名の選手が出場して7月31日に実施された走幅跳では、予選上位の12名のみが決勝に進むことになっていた。ダグラスは予選A組で7メートル24センチを出して1位となり、全体でもスティール（7.78メートル）、ライト（7.53メートル）に続く3番目につけて同日の決勝に進んだ。
決勝では、スティールが当時のオリンピック記録となる7メートル82.5センチで金メダルを獲得し、オーストラリア代表のテオ・ブルースが7メートル55.5センチで続いた。ダグラスは7メートル54.5センチの記録で3位となり、銅メダル獲得を果たした。